# آندرئاس ون کرت

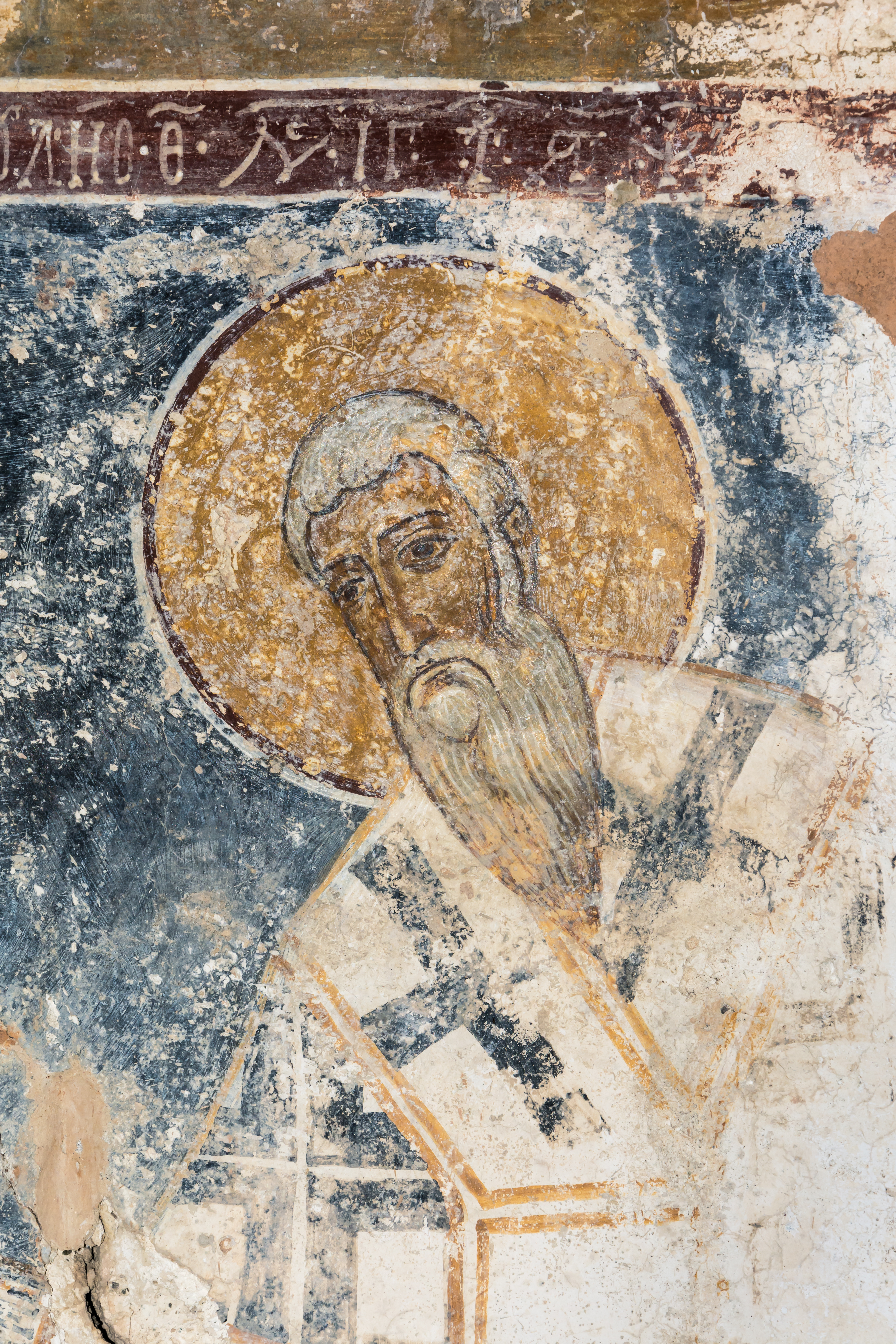
دیوارنگاره‌ای به سال ۱۲۲۵ میلادی از چهرهٔ آندرئاس وَن کرِت در نمازخانهٔ حنا در دشت آماری، کرِت.

آندرئاس وَن کرِت (یونانی: Ἀνδρέας Κρήτης؛ ۶۵۰ – ۴ ژوئیه ۷۱۲ یا ۷۲۶ یا ۷۴۰) قدیس مسیحی اهل امپراتوری بیزانس بود. وی که به نام اندرو اورشلیم نیز شناخته می‌شود، یک اسقف قرن هشتم، متخصص الهیات و سرود روحانی است. او به عنوان یکی از قدیسان ارتدوکس شرقی و مسیحیان کاتولیک رومی مورد ستایش قرار می‌گیرد.

## دوران زندگی
اندرو، که در دمشق از والدین مسیحی به دنیا آمده بود، از زمان تولد تا سن هفت‌سالگی کر و لال بود، به گفته نویسنده شرح حال مقدسین به‌طور معجزه آسایی شفا یافت وقتی مراسم عشای ربانی در موردش اجرا شد.